# Ending Again
Ending Again (hangul: 또한번 엔딩, RR: Ddohanbeon Ending), es una serie web surcoreana transmitida del 8 de febrero del 2020 hasta el 15 de marzo del 2020 por medio de Naver TV Cast.

## Historia
La serie sigue a Chan In-young, una joven que termina en un matrimonio fraudulento para poder recibir el apoyo financiero del gobierno para recién casados para ayudarles a alquilar una casa, después de ser estafada.

## Reparto

#### Personajes principales
| Actor           | Personaje     | N.º de episodios | Notas |
| --------------- | ------------- | ---------------- | --- |
| Jo Soo-min      | Chan In-young | 12               | Es una pasante del equipo de marketing del "Levan Art Museum". Después de ser abandonada por Yoo Chan-hee su novio de ocho años, lo resiente y decide nunca casarse. Más tarde conoce y termina acostándose con Do Yoon-soo, poco después es estafada por una inmobiliaria, por lo que decide contraer matrimonio para poder obtener el apoyo financiero que el gobierno da para las parejas recién casadas, por lo que Yoon-so se ofrece. Aunque al inicio sus interacciones son algo incómodas, poco a poco comienzan a sentirse a gusto, y comienzan a enamorarse. Cuando Chan-hee le pide una segunda oportunidad, In-young lo rechaza y le dice que está enamorada de Yoon-soo. Cuando Chan-hee le revela que en un inicio Yoon-soo se casó con ella para vengarse de él, queda destrozada, sin embargo logran superarlo y comienza una relación verdadera con Yoon-soo. |
| Kim Geon-won    | Do Yoon-soo   | 12               | Es estudiante universitario en gestión del arte. Después de ausentarse de la escuela durante un semestre debido a falsos rumores sobre él, decide regresar. Después de conocer a Chan In-young, terminan acostándose y más tarde se casan, para que pueda obtener el apoyo financiero del gobierno. Aunque al inicio sus motivos para acercarse a In-young son para vengarse de Chan-hee (después de haber sido rechazado como receptor de la beca que le dieron a él debido a falsos rumores), poco a poco comienza a enamorarse de ella. Más tarde cuando In-young descubre la verdad, queda destrozada y le dice que es mejor que se separen, lo que lo destruye, sin embargo inmediatamente logran superarlo y continúan su relación. |
| Kang Hee (강희) | Yoo Chan-hee  | -                | Es el primer amor de Chan In-young, a quien abandona después de ocho años para irse al extranjero y convertirse en un ilustrador exitoso. Después de unos años regresa y se reencuentra con In-young, quien reciente su presencia. Aunque intenta recuperar a In-young, incluso diciéndole que en un principio Yoon-soo sólo se había casado con ella para vengarse de él, ella lo rechaza y le dice que está enamorada de Yoon-soo. |

#### Personajes recurrentes
| Actor                  | Personaje    | N.º de episodios | Notas |
| ---------------------- | ------------ | ---------------- | --- |
| Kim Seo-an             | Go So-hye    | -                | Es la mejor amiga de Chan In-young, quien se enamora de todos los jóvenes que ve a primera vista. Cuando conoce a Go Min-chang se enamora de él y más tarde comienzan a salir. |
| Ma Si-hwan             | -            | -                | Es el líder del equipo donde trabaja Chan In-young. |
| Kim Bum-su             | Jong-won     | -                | Es el amigo de Chan In-young y Go So-hye. |
| Yoo Jae-pil (유재필)   | Park-gyoo    | -                | Es un curador y el compañero de trabajo de Chan In-young. |
| Kim Min-jong (김민종 ) | Go Min-chang | -                | Es el interés romántico de Go So-hye y más tarde su novio. |

#### Otros personajes
| Actor         | Personaje  | Episodio donde apareció | Notas                                                                            |
| ------------- | ---------- | ----------------------- | -------------------------------------------------------------------------------- |
| -             | Go So-jin  | 3                       | Es la hermana de Go So-hye.                                                      |
| -             | Kim Ye-jin | -                       | Es una amiga de Do Yoon-soo, quien lo anima a decirle la verdad a Chan In-young. |
| Jung Jun-hwan | -          | -                       | Es un barista.                                                                   |

#### Apariciones especiales
| Actor         | Personaje   | Episodio donde apareció | Notas |
| ------------- | ----------- | ----------------------- | --- |
| Choi Hee-jin  | Go Min-chae | 1, 3                    | Es una curadora y la compañera de trabajo de Chan In-young y la esposa de Choi Woong.                                |
| Jung Gun-joo  | Choi Woong  | 1                       | Es el esposo de Go Min-chae.                                                                                         |
| Bae Hyun-sung | -           | 2                       | Es un estudiante del que Go So-hye se enamora cuando este le presta su libro para leer mientras están en la iglesia. |

## Episodios
La serie está conformada por 12 episodios, los cuales fueron emitidos todos los sábados a las 22:00 KST.

## Música

### Parte 1
| No. | Intérprete | Canción                     | Letra | Canción | Duración |
| --- | ---------- | --------------------------- | ----- | ------- | -------- |
| 1   | Park Won   | "My Turn" (내 차례)         | -     | -       | -        |
| 2   |            | "My Turn" (내 차례) (Inst.) | -     | -       | -        |

### Parte 2
| No. | Intérprete | Canción         | Letra | Canción | Duración |
| --- | ---------- | --------------- | ----- | ------- | -------- |
| 1   | Rothy      | "HELLO"         | -     | -       | -        |
| 2   |            | "HELLO" (Inst.) | -     | -       | -        |

## Producción
La serie web también es conocida como Ending Again: Marriage is Insane.
Fue dirigida por Park Dan-hee (박단희), quien contó con el apoyo del guionista Jung So-yoon (정수윤).